# Ichthyobelus
Ichthyobelus är ett släkte av insekter. Ichthyobelus ingår i familjen dvärgstritar.
Kladogram enligt Catalogue of Life:
| Ichthyobelus | \| \| Ichthyobelus bellicosus \| \| \| \| \| \| Ichthyobelus nasutus \| \| \| \| \| \| Ichthyobelus platyrrhinus \| \| \| \| \| \| Ichthyobelus regularis \| \| \| \| \| \| Ichthyobelus youngi \| \| \| \| |
|              | \| \| Ichthyobelus bellicosus \| \| \| \| \| \| Ichthyobelus nasutus \| \| \| \| \| \| Ichthyobelus platyrrhinus \| \| \| \| \| \| Ichthyobelus regularis \| \| \| \| \| \| Ichthyobelus youngi \| \| \| \| |
|              | Ichthyobelus bellicosus |
|              | |
|              | Ichthyobelus nasutus |
|              | |
|              | Ichthyobelus platyrrhinus |
|              | |
|              | Ichthyobelus regularis |
|              | |
|              | Ichthyobelus youngi |
|              | |